# 불가리아어 문법
불가리아어 문법을 설명한다. 불가리아어는 슬라브어의 많은 언어들과 달리 호격을 제외한 명사의 격변화가 격어미가 아닌 전치사로 표현되며, 시제가 9가지 형태를 가지나 미래완료 시제와 과거 미래완료 시제는 흔히 미래시제와 과거 미래 시제로 대체된다.

## 명사
불가리아어의 명사는 수, 한정성, 격, 성의 범주를 가진다. 수는 단수와 복수이며 남성명사는 별도의 가산형태를 갖는다. 한정되는 명사구는 첫 구성요소에 정관사를 붙여 표현한다. 격은 극히 제한적인데 일부 명사와 남성 단수 형용사는 비생산적이고 제한적인 단수 호격을 갖는다. 남성 단수 정관사는 주격과 목적격 형태를 가진다. 인칭대명사, 남성 의문대명사와 여기서 파생된 일부 대명사들은 주격, 여격, 대격 형태를 가진다. 여격 장형의 경우는 전치사구로 대체된다. 성은 남성, 여성, 중성이 있으며, 문법적 성은 변화형에 상관없이 자연성을 따른다.

### 수
많은 불가리아어 명사들은 수에 의존한다. 일부(singularia tantum)는 단수로서만 존재하며, 일부(pluralia tantum)는 복수로서만 존재한다.

#### 남성 단수 /-∅/
|        | 단수   | 단수 호격 | 복수    | 복수 수사 |
| 단음절 | син    | сине      | синове  | синa      |
| 다음절 | учител | учителю   | учители | учителя   |

이 유형에서는 모음 탈락 현상이 흔히 발생하는데, 단수 형태와 복수 수사에서 발생하는 모음이 다른 복수 형태에서는 탈락한다.
호격 접미사는 /-e/, /-u/, /-o/ 등이 있으며 어근의 마지막 자음에 따라 달라진다.
단음절 명사의 복수 형태는 /-ove/를 통해 만들어진다. /j/ 뒤에서는 /-eve/가 되기도 하며, 주로 차용어 가운데 종종 /-i/가 붙는 명사도 있다.
몇몇 단음절 단어는 /-išta/, /-a/, /-e/ 등 다른 형태의 접미사를 갖기도 한다.
다음절 명사의 복수 접미사는 일반적으로 /-i/이다. 여기서 어근의 마지막 연구개음은 보통 치음으로 변한다. 차용어에서는 예외가 종종 나타난다. 접사 /-in-/은 복수 형태에서 사라지며, 가끔 /-i/ 대신 /-ove/ 형태가 나타나기도 한다.
복수 수사의 접미사 /-a/는 강세를 받지 않는다. 호격과 수사에서, 강세는 단수 형태일 때와 마찬가지로 유지된다. 복수 형태에서는 접사로 강세가 이동하기도 하며, 어근의 강세를 받은 모음이 탈락하여 이동하기도 한다.

#### 중성 단수 /-o/ /-e/, 복수 /-a/
| 단수   | 복수   |
| место  | места  |
| сърце  | сърца  |
| учение | учения |

어근의 끝부분이 구개음화된 음소나 순음, 혹은 간혹 다른 자음일 때 단수 형태 접미사가 /-e/가 될 수 있다. /-i/, /é/와 같은 다른 접사는 드물게 나타난다.
강세는 주로 어근이나 접미사에 고정되는데, 몇몇 경우 복수 형태에서 접미사로 이동한다.
가족관계에 대한 명사나 남성의 이름이 /-o/로 끝날 경우 복수에서는 강세가 고정되며 /-ovci/ 형태의 접미사를 갖는다.

#### 중성 단수 /-e/, 복수 /-eCa/
| 단수   | 복수     |
| агне   | агнета   |
| столче | столчета |

이 유형은 지소형태의 접미사 /-e/ 혹은 /-če/ 형태에서 자주 발생한다. 강세는 고정된다.
접사 /-ta/는 /-i/나 /-u/로 끝나는 형태의 차용어에 대해서도 생산적이다.
몇몇 명사들은 /-ta/ 대신 강세를 갖는 /ná/를 복수 형태 접미사로 갖는다.
일부 명사는 복수에서 강세를 갖는 접미사 /sá/를 갖는다. 이들은 주로 고대의 문법규칙에 따라 변화한 것이다.

#### 여성 단수 /-a/
| 단수 | 단수 호격 | 복수 |
| жена | жено      | жени |
| земя | земьо     | земи |

호격은 /-o/나 /-e/ 형태의 접미사를 갖는다. 호격에서 강세는 항상 어근에 있다.
복수 형태 접미사는 /-i/이며, 앞에 오는 연구개음을 치경구개음화하지 않는다. 일부 명사는 /-e/ 접미사를 가지며 앞에 오는 연구개음을 치음으로 만든다. 일부 남성명사에서도 이 같은 변화가 일어나며, 이때 호격을 제외하고는 강세가 어말에 보존된다.

#### 여성 단수 /-∅/
| 단수  | 복수  |
| песен | песни |
| кост  | кости |

복수 형태 접미사는 /-i/이다. 모음 탈락이 일어나며 강세는 보존된다.

### 한정성
| 단수 | 남성 -∅: -ът~-а(-ят~-я) |
| 단수 | 여성/남성 –a: -та       |
| 단수 | 중성/남성 –o: -тo       |
| 복수 | /-a/: -та               |
| 복수 | /-i/ /-e/: -тe          |

한정 명사구는 구성요소로 명사를 후치 수식하는 정관사를 가진다.
남성 단수 정관사의 형태는 주격인지 목적격인지에 따라 다르다. 구어나 지역 방언에 따라 어느 한쪽만이 통용되기도 한다. 일부 단음절 남성명사에서 강세가 정관사로 불규칙적인 이동을 한다. 여성 단수 -∅ 형태에서 강세는 항상 정관사로 이동한다.

### 격
불가리아어의 격은 남성과 여성의 호격을 제외하고는 모두 소실되었다.
원시슬라브어 o-어간 남성 명사들의 주격-대격 쌍수는 남성 수사 형태로 이어졌다. 쌍수 역시 일부 중성, 여성 명사의 /-e/ 형태나 남성 명사 /-a/ 형태를 제외하고는 소실되었다.
정관사는 원시슬라브어 지시대명사 *t-로부터 이어졌다.
현대 불가리아어의 곡용은 원시슬라브어의 규칙을 계승했다. 단수 /-∅/와 /-o/ 형태의 남성과 중성 명사의 어간은 o-어간 남성과 중성 명사로부터 이어졌다. 단음절 복수 접미사 /-ove/는 o-어간에 흡수된 u-어간 남성명사의 복수 주격을 보존하고 있다. 드물게 나타나는 남성 복수 접미사 /-é/는 i-어간 남성명사의 복수 주격 -ье에서 이어진 것이다. 여성 단수 /-a/ 형태는 ā-어간, /-∅/ 형태는 i-어간으로부터 나왔다.
원시슬라브어의 o-어간과 ā-어간 사이 연-경변화 대립의 흔적은 호격, 남성 단음절 복수 /-eve/ /-ove/, 중성 단수 /-o/ /-e/에서 찾을 수 있다.
이외에도 많은 원시슬라브어 명사 변화 규칙들이 흡수되거나 제한적, 비생산적으로 변했다.

## 형용사
형용사는 성, 수, 격에 따라 변화하며, 남성 형용사에는 호격이 있다.
| 남성 단수      | нов  | кози | братски |
| 남성 단수 호격 | нови | кози | братски |
| 여성 단수      | нова | козя | братскa |
| 중성 단수      | ново | козе | братскo |
| 복수           | нови | кози | братски |

일반적인 남성 형용사 접미사는 /∅/이다. 접미사 /-i/는 /-sk-/ 형태의 형용사, 일부 소유형용사, 러시아어에서 차용한 /-ov-/ 형태에만 제한적으로 쓰인다. 모음탈락 어간은 남성 단수일 때만 모음을 갖고 나머지 경우에 탈락한다.
일반적인 중성 형용사 접미사는 /-o/이고, 가끔 /-e/가 나타나기도 한다.
러시아어에서 차용한 /-ov-/형태나 일부 예외를 제외하면 대부분의 강세는 어간에 있다.
튀르크어나 다른 언어들에서 구어적으로 차용한 형용사는 형태가 변하지 않는다.
남성 단수에서 /-i/ 접미사를 갖는 형태는 원시슬라브어의 한정 형태에서 나왔으며, 나머지는 비한정 형태에서 나왔다. 중성에서 /-e/ 접미사를 갖는 형태의 연변화 형용사를 제외하면 쌍수, 성별 복수 등 원시슬라브어의 요소들은 대부분 퇴화했다. 어간 끝이 구개음화되는 형태는 몇몇 소유형용사나 불변화 형용사에만 남아 있다.
비교급 형용사는 강세가 있는 по-가 붙고, 최상급의 경우에는 강세가 있는 най-가 붙는다.
원시슬라브어의 합성 비교급은 높낮이와 늙음/젊음 등을 표현하는 일부 형용사에만 남았다.
한정 명사구의 첫 번째 구성요소에 붙는 정관사는 형용사 남성 단수에서 -ъ(т), 여성 단수에서 -та, 중성 단수에서 -тo, 복수에서 -тe 형태이다. 특히 남성 단수에서 정관사 앞의 형용사는 어간이 /ij/로 늘어난다. т는 주격일 때 붙으며, 강세는 정관사와 상관없이 유지된다.
특정한 형태의 형용사들은 부사로서 생산적으로 기능한다.
1. /-sk-/ 형태의 남성 단수 형용사
2. 남성 단수 형태에서 /-∅/ 접미사를 갖는 질적 중성 단수 형용사
3. 구어적으로, 한정 여성 단수 형용사 형태

부사의 비교급은 형용사의 그것과 동일한 형태로 만들어진다.
명사나 형용사에서 유래한 비생산적인 어휘상의 부사가 있다. 이는 종종 격변화의 흔적이나 전치사와 함께 굳어진 표현으로서 남아 있다.

## 대명사

### 인칭대명사
| 예시       | 주격      | 대격 장형 | 대격 단형 | 여격 장형    | 여격 단형 |
| 1인칭 단수 | аз        | мене      | ме        | (мене)       | ми        |
| 2인칭 단수 | ти        | тебе      | те        | (тебе)       | ти        |
| 3인칭 단수 | той то тя | него нея  | го я      | (нему) (ней) | му и      |
| 1인칭 복수 | ние (ний) | нас       | ни        | (нам)        | ни        |
| 2인칭 복수 | вие (вий) | вас       | ви        | (вам)        | ви        |
| 3인칭 복수 | те        | тях       | ги        | (тям)        | им        |
| 재귀       | -         | себе си   | се        | (себе си)    | си        |

ний와 вий 형태는 구어체에서 일반적으로 쓰이며, 2인칭 복수는 2인칭 단수의 공손한 표현으로 쓰인다.
여격 장형 형태는 현재 잘 쓰이지 않으며 대부분 на+대격 장형 형태로 대체되었다.
대격 장형 형태는 전치사의 목적격이나 강조, 타동사의 직접목적어의 용도로 쓰인다.
단형은 일반적인 무표적 요소나, 대격의 경우 직접목적어, 여격은 간접목적어로 쓰인다.
여격 단형은 소유의 의미를 나타내거나 구어에서 통사적인 여격 역할을 한다.

### 소유대명사
| 예시       | 남성 단수  | 여성 단수    | 중성 단수    | 복수         |
| 1인칭 단수 | мой        | моя          | мое          | мои          |
| 2인칭 단수 | твой       | твоя         | твое         | твои         |
| 3인칭 단수 | негов неин | негова нейна | негово нейно | негови нейни |
| 1인칭 복수 | наш        | наша         | наше         | наши         |
| 2인칭 복수 | ваш        | ваша         | ваше         | ваши         |
| 3인칭 복수 | техен      | тяхна        | тяхно        | техни        |
| 재귀       | свой       | своя         | свое         | свои         |

인칭대명사는 형용사와 같이 성과 수에 일치하는 소유대명사와 연관된다. 소유대명사는 형용사처럼 정관사의 수식을 받을 수 있다. 그러나 1인칭 단수와 2인칭 단수, 재귀형태에서 /-ij-/ 형태로 남성 단수 피수식어를 꾸밀 수 없다.

### 지시대명사
| 예시 | 남성 단수 | 여성 단수  | 중성 단수  | 복수       |
| 이   | този/тоя  | тази/тая   | това/туй   | тези/тия   |
| 저   | онзи/оня  | онази/оная | онова/онуй | онези/ония |
| 그   | такъв     | такава     | такова     | такива     |

### 의문대명사
| 예시   | 남성 단수 | 여성 단수 | 중성 단수 | 복수  |
| 누구   | кой       | коя       | кое       | кои   |
| 무엇   | кой       | коя       | какво/що  | кои   |
| 어떤   | какъв     | каква     | какво     | какви |
| 누구의 | чий       | чия       | чие       | чии   |

남성 단수 의문대명사의 변화형 кого는 직접목적어와 전치사의 목적격으로 쓰인다. 구어에서는 кой로 종종 대체된다. 고대 여격 형태인 кому는 на кого로 대체되었다.
다음 형태들은 의문대명사에서 파생되었다.
- 관계대명사: 접미사 то를 붙인다.
- 부정대명사: 강세를 받는 ни를 의문대명사 앞에 붙인다.
- 비한정대명사:

1. 몇몇의: 강세를 받는 ня를 의문대명사 앞에 붙인다(종종 강세를 받는 нe로 대체된다).
2. 그런, 저런: еди+의문대명사 си
3. 어느 ~든: 의문대명사+да е/관계대명사+и да е
4. 모든: 남성 단수всеки/여성 단수всяка/중성 단수всяко/복수всички [남성 단수 대격всекиго/всякого는 구어에서 쓰이지 않는다. 모든 것(всичко), 모든 종류의(вся+어떤), 모든~것(всичко성-수 변화+정관사).]

## 동사

### 직설법 시제
동사의 변화형은 단순/합성 형태를 갖는다. 단순 형태는 인칭과 수를 암시하며, 합성 형태는 단수에서 문법적 성을 알려준다. 직설법에는 과거, 현재, 미래 세 가지 시제가 있으며, 다른 범주와 합쳐져 9가지 형태가 된다.

#### 현재
시간에 대해 무표적으로, 동사 어간에 /e/ /i/(1인칭 단수와 3인칭 복수에서 /∅/), /a/ 와 인칭/수 표지를 붙인다.
- 1인칭 단수/-ă~-m/ 2인칭 단수/-š/ 3인칭 단수/-∅/
- 1인칭 복수/-m~-me/ 2인칭 복수/-te/ 3인칭 복수/-ăt/

#### 과거 미완료
단순 형태로서, 다른 과거의 사건과 동시에 혹은 종속적으로 발생하는 경우이다. 현재 시제 어간에 모음 /e~á/로 이루어진 합성 접사와 다음 표지를 붙인다.
- 1인칭 단수/-x/ 2인칭 단수/-še/ 3인칭 단수/-še/
- 1인칭 복수/-xme/ 2인칭 복수/-xte/ 3인칭 복수/-xa/

#### 아오리스트 과거
독립적이고 구체적인 과거의 사건을 나타내는 단순 형태이다. 아오리스트 어간에 다음 표지를 붙인다.
- 1인칭 단수/-x/ 2인칭 단수/-∅/ 3인칭 단수/-∅/
- 1인칭 복수/-xme/ 2인칭 복수/-xte/ 3인칭 복수/-xa/

#### 미래
- 불변화 접사 ще+현재형

미래의 의미를 담은 부정 표현은 3인칭 중성 단수 보조사 няма да를 사용한다. 구어에서는 не ще를 사용하기도 한다.

#### 현재완료
과거에 시작했지만 현재와 연관이 있는 행동을 표현하는 합성 형태이다.
- съм 동사의 현재형+아오리스트 과거 능동 분사

#### 과거완료
과거에 시작했고 과거의 다른 시점과 연결되는 행동을 표현하는 합성 형태이다.
- съм 동사의 과거형+아오리스트 과거 능동 분사

#### 미래완료
다른 미래 시점의 일보다 먼저 완수되는 행동을 표현하는 합성 형태이다.
- съм 동사의 미래형+아오리스트 과거 능동 분사

#### 과거 미래
과거 시점에서 미래에 완수하려고 했던 과거의 일에 대해 표현하는 합성 형태이다.
- щя의 미완료 과거+да+현재형

#### 과거 미래완료
과거 시점에서 미래의 다른 과거 시점에 앞서 완료하려고 했던 과거의 일에 대해 표현하는 합성 형태이다. 거의 쓰이지 않으며 과거 미래로 대체된다.
- щя의 과거미래+아오리스트 과거 능동 분사

### 재서술 시제
직설법 형태들은 이 행위를 목격하거나 보고하는 사실에 대한 재서술(renarrative) 시제를 발달시킨다. 모든 직설법 형태들이 재서술 형태를 갖지만, 한 개를 제외한 모든 재서술 형태는 2개의 직설법 형태와 연결되기 때문에 9개의 직설법 형태에 대해 5개의 재서술 형태가 존재한다.
- 현재/미완료: 재서술 현재 (съм동사 현재+미완료 과거분사)
- 아오리스트: 재서술 아오리스트 (съм동사 현재+아오리스트 과거분사)
- 현재완료/과거완료: 재서술 완료 (съм동사 완료+아오리스트 과거분사)
- 미래/과거미래: 재서술 미래 (щя 완료+да+현재)
- 미래완료/과거미래완료: 재서술 미래완료 (щя 완료+да+완료)

추가적으로, 3인칭에서는 조동사 съм 등이 생략된다. 1인칭 재서술 시제는 놀람이나 부정의 의미 외에 잘 사용되지 않는다.

### 상
불가리아어 동사는 상을 가진다. 완료상 동사는 행위의 종결을 표현하고, 불완료상 동사는 무표적이다. 많은 불가리어 동사들이 완료-불완료 짝을 갖고 있다.
상 대립을 만들기 위한 형태론적 과정은 접두사가 없는 불완료상 동사에서 시작하며, 완료상 동사 어간은 접두사나 접미사가 붙어 형성된다. 이를 통해 종종 새로운 의미가 부여되기도 한다.
2차 불완료상은 모두 3식 활용을 하는 동사이며, 완료상 동사에 접사가 붙어 만들어진다. 이들은 비생산적 접사 /-a-/나 생산적 접사 /-(a)va-/를 통해 형성된다.
오직 불완료상 동사만이 현재 능동 동명사 형태 /-ne/와 부정명령형 형태를 갖는다. 시작과 지속, 끝의 의미를 표현하는 것도 불완료상 동사만이 가능하다. 미완료 시제는 불완료상을 표현하는 데, 아오리스트는 완료상을 표현하는 데 자주 쓰인다. 그러나 완료상의 미완료나 불완료상의 아오리스트 역시 가능하다.

### 법
명령법은 단순 혹은 합성 형태로 표현된다. 단순 형태는 2인칭 단/복수 형태이며, 모든 인칭과 수에 대한 합성 형태도 존재한다. 단순 형태의 접사는 /-i/와 /-éte/이며, 현재형이 어간이 /j/로 끝나거나 3식 활용하는 동사는 접사가 /j/로 시작한다. 몇몇 단어에서 불규칙적으로 모음이 탈락한다.
조건법은 /bi-/ 어간의 아오리스트 과거 시제와 아오리스트 능동 과거 분사를 이용한 합성 형태이다.

### 태
수동태의 형태는 다음과 같다.
1. съм 동사+타동사의 과거 수동 분사
2. 타동사와 대격 재귀대명사 се
3. 타동사 3인칭 복수 형태의 무인칭문

이 형태들은 의미와 문법상으로 조금씩 차이가 있다. 가끔 무인칭 수동문이 съм 동사와 함께 타동사의 중성 단수 과거 수동 분사나 자동사를 사용하기도 한다.
현재 능동 분사는 불완료상 현재 어간과 /-ašt- ~ -ešt-/ 접사로 형성된다. 19세기 말 러시아어와 교회 슬라브어에서 재구된 것이다.
미완료 과거 능동 분사는 불완료상 현재 어간과 /-el- ~ -al-/ 접사로 형성된다. 재서술 형태에서 쓰인다.
아오리스트 과거 능동 분사는 아오리스트 어간과 접사 /-l-/로 형성되며 합성 형태에서 사용된다.
과거 수동 분사는 아오리스트 어간과 접사 /-(e)n- ~ -t-/으로 형성되며, 원시슬라브어의 과거 수동 분사에서 이어져 수동 형태에서 쓰인다.
원시슬라브어의 현재 수동 분사를 계승한 불가리아어의 동명사는 불완료상 현재 어간과 -(e)jki 접사로 형성된다. 이것은 주 동사와 동시에 일어나지만 종속되는 형태의 행동을 나타낸다.

### 재귀동사
재귀동사는 재귀대명사를 요구하며, 다음과 같은 기능을 한다. 첫째, 일반적으로 많은 자동사들이 재귀동사의 성질을 갖는다. 둘째, 재귀동사가 아닌 동사에서 발생한 재귀동사는 수동 의미를 갖는다. 셋째, 타동사와 자동사의 재귀동사 형태는 3인칭 단수의 무인칭 구문 구조를 만든다. 이는 허락이나 욕구의 의미를 갖는다.

### 활용
전통적으로 현재 시제의 세 가지 활용은 모음에 따라 1식 활용(/e/), 2식 활용(/i/), 3식 활용(/a/)으로 구분된다.
1식과 2식 활용은 아오리스트 과거와 현재 시제 어간의 관계를 보여준다. 동사의 다른 형태들은 어느 어간이 이 두 체계 중 하나에 속하는지에 따라 분류된다.
- 현재: 현재/미완료 과거/명령법/현재 능동 분사/미완료 과거 분사/동명사
- 아오리스트: 아오리스트 과거/아오리스트 과거 분사/과거 수동 분사/부정형/명사화 동사

1식과 2식 활용 동사는 쌍수나 부정형, 현재 능동, 현재 수동 등의 소실 같은 변화에도 불구하고 후기 원시슬라브어의 유형을 유지한다. 3식 활용 동사는 고대 교회슬라브어의 imamь 형태를 1식 활용 동사로 확장하면서 나타났다. 이 같은 형태는 몇몇 동사들에서 제한적으로 나타난다.
1식 활용에서 어간의 마지막 /t/나 /d/는 아오리스트 분사의 /l/ 앞에서 소실된다. 다만 모음 탈락이 일어날 때 자음은 유지된다. 아오리스트 형태에서 어근 방향으로의 강세 이동은 규칙적이다.
2식 활용에서는 유일하게 두 개의 강세 패턴이 대립한다.
3식 활용의 아오리스트 형태에서 접사로의 강세 이동은 선택적으로 발생한다. 외국에서 유래한 단어의 경우 이런 경향이 적다.
съм 동사의 현재 시제 형태는 의존적이다. 명령법의 어간에서 나온 또다른 현재 형태인 бъда는 종종 미래나 부정형 да 구조에서 일반적인 현재형을 대체한다.

## 수사

### 기수사
/-(na)deset/ 형태는 종종 /-(na)jset/으로 바뀌어 사용된다.
1000(хилядa)은 хиляди의 복수형을 갖고, 100만(милион)과 10억(милиард)은 милиона와 милиардa라는 별도의 수사 형태를 갖는다. 큰 수를 읽을 땐 단위수마다 и로 분리한다.
1은 형용사처럼 변화하며, 복수형은 항상 복수를 갖는 pluralia tantum 형태에서 쓴다. 2에서 два는 남성명사와 함께, двe는 중성과 여성명사와 함께 쓰인다. 2에서 6까지의 수는 남성(혹은 남성과 여성) 인물에 대한 수량형태가 2(двама), 3(трима), 4(четирима), 5(петима), 6(шестима)으로 따로 있다.
기수사 형태는 한정 용법으로 쓰일 수 있다. 100만, 10억과 /-a/로 끝나는 수사들은 명사의 정관사 규칙을 따른다. 나머지 수사들은 모두 /-те/를 정관사로 사용한다.

### 서수사
기수사에 성-수 접미사를 붙여 만든다. 90까지의 남성 단수 서수사는 /-i/를 사용한 형태로 변화하며, 100 이상에서는 /-∅/ 형태로 변화한다.
1(първи), 2(втори), 3(трети), 4(четвърти)는 특수한 형태를 가진다. 100은 стотен으로 변하며, 변화시 /e/는 삭제되고 /o/에 강세가 붙는다. 1000, 100만, 10억은 /-en-/ 접미사를 가지며, 마찬가지로 /e/는 변화시 삭제된다.
9, 10, 40에서 기수사와 강세가 달라지며, 7과 8은 어간 모음탈락이 일어난다.
합성 수사 형태에서는 마지막 단어만 서수사로 변화한다. 정관사는 형용사에서의 형태와 같다.

## 파생

### 명사 파생
명사 파생은 접사나 합성을 통해 이루어진다. 접사를 통한 형식은 감정적인 것과 그렇지 않은 것이 있다. 생산적인 감정적 형태는 확대적인 비칭 표현이나 축소적인 애정적 표현이 있다.
비감정적인 형식은 다음과 같다.
1. /-ák-/: 남성 인칭 명사에 붙어 항상 강세를 가진다.
2. /-áč-/: 남성 인칭 명사에 붙어 동사와 관련된 직업명사를 나타낸다.
3. /-(e)c-/: 남성 인칭 명사에 붙는다.
4. /-ic-/: 여성 인칭 명사에 붙어 종종 /-(e)c-/와 대립된다.
5. /-k-/: 남성 명사와 대립하는 의미를 담아 여성 명사에 붙어 이를 확장시킨다.
6. /-ost-/: 추상적인 여성 명사에 주로 붙는다.

합성에는 연결 모음 /-o-/(/-e-/)를 사용하는 형태와 단순 연결 형태가 있다.
불가리아어의 형용사는 종종 명사처럼 쓰이며 어떤 명사들은 이런 방식으로 파생되기도 한다.

### 형용사 파생
형용사의 파생도 접사나 합성을 통해 이루어진다. 다음은 생산적인 접사의 형태이다.
1. /-(e)n-/: 질적이거나 문법적 관계를 나타내는 형용사
2. /-in-/: 여성이나 /-a/단수 남성명사의 활성에 대한 소유관계를 나타내는 형용사
3. /-ov-/: 남성 인칭 명사에 대한 소유관계를 나타내는 형용사

합성 방식도 역시 연결 모음 /-o-/(/-e-/)를 사용하는 형태, 단순 연결 형태가 있다.

### 동사 파생
접두사가 없는 불완료상 어간 중 파생으로 인해 형성되지 않은 것은 소수에 불과하다. 많은 어간들이 현재형이나 아오리스트 어간에 나타나는 다음의 몇몇 동사화 접사로 형성되었다.
1. 현재 어간 /-∅/~아오리스트 어간 /-a-/
2. 현재 어간 /-éj-/~아오리스트 어간 /-á-/
3. 현재 어간 /-∅/~아오리스트 어간/-i-/

접두사 없는 불완료상에서 완료상 어간이 파생되는 과정에서 접사가 갖는 의미가 새로 추가되거나 접사 /-n-/에 의한 어휘상의 의미가 부여될 수 있다.